# Kevin Kelly
Kevin Kelly (nacido en 1952) es el fundador y director ejecutivo de la Revista Wired, y en el pasado fue editor y publicista del Whole Earth Catalog. También ha sido un escritor, fotógrafo, conservacionista, y estudiante de culturas asiáticas y de la cultura digital. 

## Biografía
Kelly nació en Pennsylvania en 1952 y se graduó de la Westfield High School, Westfield, New Jersey en 1970. Abandonó la  University of Rhode Island tras un año.
Kelly vive en Pacifica, California, una pequeña ciudad costera al sur de San Francisco.  Es un cristiano devoto. Es casado y tiene tres hijos: Tywen, Ting y Kaileen.
"La tecnología lo que hace es ampliar las posibilidades de hacer las cosas, y eso es en definitiva lo que más queremos los humanos: tener modos diferentes de vivir, poder elegir opciones para desarrollar nuestras tareas, nuestros intereses. Desde ya, alguien quiere ganar dinero con un invento o un nuevo producto, desde ya algún problema será resuelto, pero en realidad lo decisivo es que justamente se crean nuevos problemas y con eso nuevas posibilidades de hacer las cosas, de resolverlos. La distancia entre la destrucción y la creación es mínima."